# Gare de Riedseltz
La gare de Riedseltz est une gare ferroviaire française de la ligne de Vendenheim à Wissembourg, située sur le territoire de la commune de Riedseltz, dans la collectivité européenne d'Alsace, en région Grand Est.
C'est une halte voyageurs de la Société nationale des chemins de fer français (SNCF) du réseau TER Grand Est, desservie par des trains express régionaux.

## Situation ferroviaire
Établie à 162 mètres d'altitude, la gare de Riedseltz est située au point kilométrique (PK) 52,329 de la ligne de Vendenheim à Wissembourg (section à voie unique), entre les gares de Hunspach et de Wissembourg.

## Histoire
En 2014, c'est une gare voyageur d'intérêt local (catégorie C : moins de 100 000 voyageurs par an de 2010 à 2011), qui dispose d'un quai (section à voie unique) et un abri.

## Fréquentation
De 2015 à 2024, selon les estimations de la SNCF, la fréquentation annuelle de la gare s'élève aux nombres indiqués dans le tableau ci-dessous.
| Année     | 2015  | 2016  | 2017  | 2018   | 2019   | 2020  | 2021  | 2022  | 2023  | 2024   |
| --------- | ----- | ----- | ----- | ------ | ------ | ----- | ----- | ----- | ----- | ------ |
| Voyageurs | 6 855 | 7 861 | 9 998 | 11 988 | 12 349 | 6 820 | 7 785 | 8 528 | 9 902 | 12 080 |

## Service des voyageurs

### Accueil
Halte SNCF, c'est un point d'arrêt non géré (PANG) à accès libre. Elle dispose d'un quai avec un abri.

### Desserte
Riedseltz est une halte voyageurs du réseau TER Grand Est, desservie par des trains express régionaux la relation Strasbourg - Wissembourg (ligne 34).

### Intermodalité
Un parking pour les véhicules y est aménagé.